# Natela Grigalashvili
Natela Grigalashvili, née en 1965 à Tagveti en Géorgie, est une photographe documentaire et cinéaste de nationalité géorgienne. Elle est la première femme photojournaliste de Géorgie post-soviétique.

## Biographie
À 16 ans, Natela Grigalashvili quitte son village natal Tagveti pour étudier dans la capitale de Géorgie, Tbilissi. En 1984, elle obtient un diplôme de l'école d'art Mose Toidze. Natela Grigalashvili travaille par la suite comme artiste-décoratrice dans le Théâtre d'État des miniatures. Elle étudie la photographie de façon indépendante et elle commence sa carrière de photographe en réalisant des photos en noir et blanc.
En 2009, elle est cameraman dans le film Sergo Gotorani de Irakli Paniashvili. En 2013, elle réalise une série de photographies en couleur The final days of Georgian Nomads.
En 2015, elle fonde la première agence photographique de Georgie : Kontakt Photos. En 2014-16, elle crée des clubs de photo dans différentes régions de Géorgie.
Dans son œuvre photographique, elle s'intéresse surtout à la culture Doukhobor et à son village natal . Elle réalise plusieurs séries de photos : La terre des Dukhobors, Les femmes de la vallée du Pankisi, Le Village des souris, Le Livre de ma mère.
En 2020 elle figure dans l'ouvrage Une histoire mondiale des femmes photographes, publié chez Textuel sous la direction de Luce Lebart et Marie Robert. L'ouvrage présente le travail de 300 femmes photographes depuis l'invention de la photographie jusqu'aux années 2020.
En 2023, lors du festival ImageSingulières, à Sète, elle expose une série de photos en noir et blanc qui parle de son enfance dans son village natal.

## Oeuvres
- La Terre des Doukhobors[8], Editions Images Plurielles, textes de Damien Bouticourt, octobre 2021
- Tagveti, un village en Géorgie[9], Editions Images Plurielles, textes de Damien Bouticourt, novembre 2024

## Expositions personnelles
- Village of the Mice, ImageSingulières, Balaruc-les-Bains, du 18 mai au 11 juin 2023[7]
- La Terre des Doukhobors[10], Librairie-Galerie Maupetit, Marseille, du 5 septembre 2019 au 5 octobre 2019
- Tagveti, un village en Géorgie[11], Librairie-Galerie Maupetit, Marseille, du 4 septembre 2025 au 11 octobre 2025

## Prix et distinctions
- Prix Alexandre Roinishvili, 2007[3]
- Prix ISEM (finaliste), 2022[12]
- Prix Andrée Moser, 2024[13]